# Вільнянська районна рада
Вільнянська районна рада — районна рада Вільнянського району Запорізької області, з адміністративним центром в місті Вільнянську.

## Загальні відомості
Вільнянській районній раді підпорядковані 1 міська рада, 1 селищна рада, 19 сільських рад, 1 місто, 1 селище міського типу, 1 селище, 105 сіл. Водойми на території районної ради: ріки Вільнянка, Солона, Дніпро.
Населення становить 48,0 тис. осіб. З них 17,0 тис. (35%) — міське населення, 31,0 тис. (65%) — сільське.

## Склад ради
Загальний склад ради: 34 депутати. Партійний склад ради: Опозиційний блок — 11, БПП «Солідарність» — 10, «Наш край» — 4, Сильна Україна — 3, Радикальна партія Олега Ляшка — 2, Всеукраїнське об'єднання «Батьківщина» — 2, «УКРОП» — 2.

### Керівний склад ради
- Голова — Салякін Андрій Олександрович
- Заступник голови —